# U-26 (1936)
U-26 — большая океанская немецкая подводная лодка типа I, времён Второй мировой войны — вторая из двух построенных. Заказ на постройку лодки был отдан 17 декабря 1934 года. Лодка была заложена на верфи судостроительной компании «АГ Везер» в Бремене 17 декабря 1935 года под заводским номером 904. Спущена на воду 14 марта 1936 года. 11 мая 1936 года под командованием капитан-лейтенанта Вернера Хартманна вошла в состав 2-й флотилии «Зальцведель».
Лодка совершила 6 боевых походов, в которых потопила 11 судов (55 692 брт) и тяжело повредила ещё одно (4 871 брт).

## История службы
До 1940, U-26 использовалась в основном как учебное судно, и применялась правительством нацистской Германии в целях пропаганды. Во время походов было обнаружено, что субмаринами типа IA сложно управлять в связи с их плохой устойчивостью и малой скоростью погружения.
В начале 1940, по причине недостаточного числа достроенных субмарин, лодка была призвана на боевую службу.
На минах, поставленных U-26 во время её первого похода, подорвалось три торговых судна и повреждено одно военное судно.
В свой второй поход она стала первой немецкой подводной лодкой Второй мировой войны, вошедшей в Средиземное море.
В трех последующих удачных походах U-26 потопила ещё четыре торговых судна.

## Судьба
Вечером 30 июня U-26 обнаружила конвой OA-175 к югу-юго-западу от Ирландии, сообщила о его местонахождении и начала преследование, чтобы атаковать ночью. Однако вахтенные конвоя заметили подводную лодку незадолго до того, как она погрузилась, готовясь к торпедной атаке, и эскортный корвет HMS Gladiolus отправился на проверку. В 01:18 1 июля всплывшая ПЛ торпедировала SS Zarian, после чего корвет на полной скорости пошёл в атаку. Из-за проблем с дизелями U-26 оказалась неспособна уклониться от приближающегося эскортного корабля, и была вынуждена погрузиться. Операторы гидролокатора на HMS Gladiolus надежно захватили лодку на дистанции 1200 ярдов (примерно 1100 м), и первые глубинные бомбы были сброшены всего через 10 минут после попадания в SS Zarian, а вскоре за этим последовала и вторая волна зарядов. U-26 погрузилась на 80 м и была серьёзно повреждена атакой. Одна из кормовых балластных цистерн была неконтролируемо затоплена, что привело к погружению лодки с дифферентом на корму до 230 м. Корвет произвел ещё четыре атаки, использовав практически все глубинные бомбы. Оставалось всего пять зарядов, когда было замечено солярное пятно и атаки были прекращены. Корвет запросил поддержки и остался ожидать всплытия лодки. Через шесть часов, на правом электромоторе и с одним недействующим компрессором, U-26 была вынуждена всплыть всего в 800 ярдах (730 метров) от корвета, но осталась незамеченной и смогла покинуть район.
В 08.15 Сандерлэнд Mk.I P9603 (10 эскадрилья RAAF/H, пилот F/L W.N. Gibson) обнаружил отходящую U-26 и, после того как лодка погрузилась, сбросил четыре 250-фунтовых (113 кг) противолодочных бомбы, заставив её практически моментально всплыть обратно. Сандерлэнд атаковал снова, сбросив второй комплект из четырёх бомб, сдетонировавших на расстоянии 40 м. HMS Gladiolus заметил облако дыма от дизелей ПЛ одновременно с самолётом и на полной скорости отправился к данной точке, однако HMS Rochester (L50) (командир G.F. Renwick, RN), прибывший на место из распущенного конвоя OB-174, оказался быстрее. Не имея возможности погрузиться, экипаж U-26 подготовил лодку к затоплению и начал эвакуацию, когда подошёл шлюп и открыл огонь поверх голов, дабы воспрепятствовать затоплению. Как только последний член экипажа покинул лодку, она пошла на дно с дифферентом на корму (в точке с координатами 48°03′ с. ш. 11°30′ з. д.). Все 48 членов экипажа были подняты на борт шлюпа и признаны военнопленными.

## Потопленные суда
| Дата             | Название                   | Тип            | Принадлежность | Водоизмещение (брт) | Судьба           |
| ---------------- | -------------------------- | -------------- | -------------- | ------------------- | ---------------- |
| 15 сентября 1939 | MV Alex van Opstal         | грузовое судно | Бельгия        | 5965                | потоплено (мина) |
| 7 октября 1939   | SS Binnendijk              | грузовое судно | Нидерланды     | 6873                | потоплено (мина) |
| 13 November 1939 | SS Loire                   | грузовое судно | Франция        | 4825                | потоплено (мина) |
| 22 November 1939 | SS Elena R.                | грузовое судно | Греция         | 4576                | потоплено (мина) |
| 12 February 1940 | SS Nidarholm               | грузовое судно | Норвегия       | 3482                | потоплено        |
| 14 February 1940 | SS Langleeford             | грузовое судно | Великобритания | 4622                | потоплено        |
| 15 February 1940 | SS Steinstad               | грузовое судно | Норвегия       | 2477                | потоплено        |
| 21 April 1940    | MV Cedarbank               | грузовое судно | Великобритания | 5159                | потоплено        |
| 30 June 1940     | SS Frangoula B. Goulandris | грузовое судно | Греция         | 6701                | потоплено        |
| 30 June 1940     | MV Belmoira                | грузовое судно | Норвегия       | 3214                | потоплено        |
| 30 June 1940     | SS Merkur                  | грузовое судно | Эстония        | 1291                | потоплено        |
| 1 July 1940      | Zarian                     | грузовое судно | Великобритания | 4871                | повреждено       |

## В популярной культуре
В фильме Индиана Джонс: В поисках утраченного ковчега присутствует подводная лодка U-26. Однако, в фильме вместо лодки типа I использована реплика лодки типа VII, также снимавшаяся в фильме Das Boot.